# Kirinji
Kirinji (キリンジ?) es un dueto musical japonés conformado por los hermanos Takaki y Yasuyuki Horigome, ambos originarios de la ciudad de Sakado en la Prefectura de Saitama.

## Integrantes
- Yasuyuki Horigome (堀込 泰行 Horigome Yasuyuki?)
Fecha de nacimiento: 2 de mayo de 1972
Rol: Voz principal y coros, guitarra
- Takaki Horigome (堀込 高樹 Horigome Takaki?)
Fecha de nacimiento: 1 de junio de 1969
Rol: Voz acompañamiento y coros, guitarra

## Discografía

### Álbumes
- Paper Driver's Music (25 de octubre de 1998)
- 47'45" (28 de julio de 1999)
- 3 (8 de noviembre de 2000)
- Fine (21 de noviembre de 2001)
- For Beautiful Human Life (26 de septiembre de 2003)
- DODECAGON (25 de octubre de 2006)
- 7 -seven- (19 de marzo de 2008)
- BUOYANCY (1 de septiembre de 2010)
- SUPER VIEW (7 de noviembre de 2012)
- 11 (6 de agosto de 2014)
- Neo (ネオ) (3 de agosto de 2016)
- Ai o Arudake, Subete (愛をあるだけ、すべて) (13 de junio de 2018)
- Cherish (20 de noviembre de 2019)
- Crepuscular (3 de diciembre de 2021)
- Steppin' Out (6 de diciembre de 2023)

### Sencillos
1. Kirinji (キリンジ?) (21 de mayo de 1997)
2. Fuyu no Orca (冬のオルカ?) (1 de noviembre de 1997)
3. Futagoza Graffiti (双子座グラフィティ?) (26 de agosto de 1998)
4. Oushiza Rhapsody (牡牛座ラプソディ?) (23 de junio de 1999)
5. Arcadia (アルカディア?) (19 de enero de 2000)
6. Goodday Goodbye (グッデイ・グッバイ?) (19 de abril de 2000)
7. Kimi no Mune ni Dakaretai (君の胸に抱かれたい?) (12 de julio de 2000)
8. Aliens (エイリアンズ?) (12 de octubre de 2000)
9. Ame wa Moufu no you ni (雨は毛布のように?) (13 de junio de 2001)
10. Drifter/Taiyou to Venus (Drifter/太陽とヴィーナス?)
11. Murasaki☆Sunset (ムラサキ☆サンセット?) (7 de noviembre de 2001)
12. Koutetsu no Uma (鋼鉄の馬?) (7 de noviembre de 2002)
13. Sweet Soul ep (スウィートソウルep?) (26 de marzo de 2003)
14. Chameleon Girl (カメレオンガール?) (6 de agosto de 2003)
15. YOU AND ME (12 de mayo de 2004)
16. Jūyōji Sugi no Kagerō (十四時過ぎのカゲロウ?) (7 de julio de 2004)
17. Romantic Kaidō/Blue Bird (ロマンティック街道/ブルーバード?) (21 de junio de 2006)

#### Otros sencillos
- Kage no Uta (影の唄?) (7 de diciembre de 2005)
- Golden harvest/Lullaby (27 de septiembre de 2006)
- Ami Suzuki joins Kirinji "Sore mo Kitto Shiawase" (それもきっとしあわせ?) (14 de marzo de 2007)

- Datos: Q1041645